# 무단이탈죄
무단이탈죄(無斷離脫罪)는 군인이 상관의 허가 없이 근무장소 또는 지정장소를 일시적으로 이탈하거나, 지정한 시간까지 지정한 장소에 도달하지 못한 경우 성립하는 군형법상 범죄이다. 

## 무단이탈죄와 군무이탈죄의 차이
| 구분        | 무단이탈죄                              | 군무이탈죄(탈영)                         |
| ----------- | --------------------------------------- | ---------------------------------------- |
| 적용 법조항 | 군형법 제79조                           | 군형법 제30조                            |
| 성립 요건   | 허가 없이 일시적으로 근무지 이탈        | 군무 기피 목적을 가지고 부대 이탈        |
| 처벌 수위   | 1년 이하의 징역/금고, 300만원 이하 벌금 | 더 무거운 형(군무기피목적이 있으면 가중) |
| 목적 요건   | 불요(목적 불문)                         | 필요(군무기피 목적 필요)                 |

## 판례
군형법 제79조에 규정된 무단이탈죄는 즉시범으로서 허가없이 근무장소 또는 지정장소를 일시 이탈함과 동시에 완성되고 그 후의 사정인 이탈 기간의 장단 등은 무단이탈죄의 성립에 아무런 영향이 없다.